# ブレゲー 27
ブレゲー 27（Breguet 27）は、1930年代のフランス製の複葉軍用偵察機である。

## 設計と開発

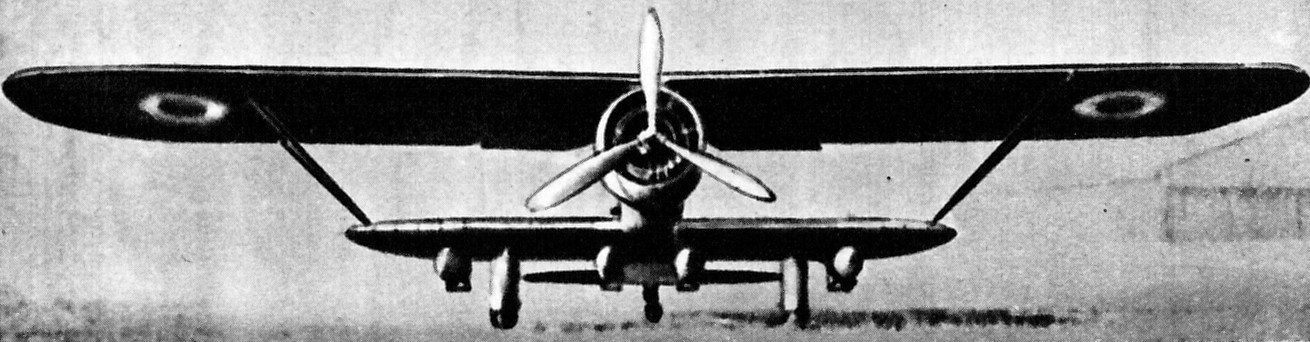
ブレゲー 273

ブレゲー 27は、フランス航空隊による1928年の要求提示に応えて設計された。ブレゲー提案の機体は大型の一葉半（セスキプラン）形式の全金属機で、複座の開放コクピットの直後で唐突に終わる特異な形状の胴体を持っていた。尾翼は、胴体後方に伸びるブームに取り付けられていた。
原型機が試験飛行で示した性能は凡庸なものだった。にもかかわらず、軍は1930年に85機、1932年に45機の発注を行い、後者にはより強力なエンジンが搭載されていた。2機の高高度偵察機仕様がブレゲー 33の名で作られたが、この型はそれ以上製作されることはなかった。

## 経歴
ブレゲー 27シリーズは第二次世界大戦勃発時にもなお使われており、ドイツの攻勢が始まった時点でもなお3個グループが同機装備であった。戦闘による損害を受け始めた後、軍は残余の機体を一線から引き上げた。
2機のブレゲー 33高高度偵察機原型機は、それぞれ重要な長距離飛行に使用された。最初の1機は1932年1月、ポール・コドス、アンリ・ロビダにより、7日9時間50分を掛けてパリ－ハノイ間を飛行、さらに3日4時間17分を掛けて帰還した。マリーズ・イルズが搭乗し「ジョエ3世（Joé III）」と名付けられた2番目の機体はアジア周遊飛行に使われ、カルカッタ（コルカタ）、サイゴン、ハノイ、東京を訪れ、その後ハノイ経由でパリに帰還。総飛行距離は35000km(22000マイル)に達した。またイルズは、1936年にはブレゲー 27を使い、277km/h（172mph）の平均時速で飛行しエレーヌ・ブシェ杯（Coupe hélène Boucher）で優勝を果たしている。

## 各型
ブレゲー 27
Bre.270
試作機（10機）および初期生産型（143機）。イスパノ・スイザ 12Hエンジン搭載。
Bre.271
イスパノ・スイザ 12Yエンジン搭載型。45機生産。
Bre.272TOE（Théatres des Operations Extérieures）
使用条件の厳しい植民地向けにルノー 9Fas星型エンジンを搭載した型。1機のみ製作。
Bre.273
輸出用、偵察／軽爆撃型。18機生産。
Bre.274
ノーム・ローヌ 14K空冷星型エンジン搭載型。マリーズ・イルズが1936年にレースに使用。1機製作。
ブレゲー 33
Bre.330
ブレゲー 27の高高度型でイスパノ・スイザ 12Nエンジンを搭載。2機製作。1機は後にBre.27Sと改称。
Bre.330.01
長距離飛行用に改修された2機目のBre.330。

## 使用国
ブラジル
ブラジル空軍が少数のBre.270を受領した。
 中華民国
国民党空軍が6機のBre.273を受領し使用。
 フランス
フランス空軍は85機のBre.270をBre.270A.2の制式名で、45機のBre.271をBre.271A.2の制式名で調達。
 ベネズエラ
ベネズエラ空軍は3機のBre.270、15機のBre.273を使用した。

## 諸元（Bre.270A.2）

### 基本要目
- 乗員：2名（操縦士および偵察員）
- 全長：9.76 m(32 ft 0 in)
- 全幅：17.01 m(55 ft 10 in)
- 全高：3.55 m(11 ft 6 in)
- 翼面積：50.0 m2(535 ft2)
- 自重：1,756 kg(3,871 lb)
- 全備重量：2,393 kg(5,276 lb)
- 発動機：イスパノ・スイザ 12Hb×1基、373kW(500hp)

### 性能
- 最高速度：236 km/h（147 mph）
- 航続距離：1,000 km（621マイル）
- 実用上昇限：7,900 m（25,920 ft）
- 上昇率：3.4 m/s（670 ft/min）

### 武装
- 前方固定機銃：7.7 mm（.303 in）ヴィッカース機銃×1
- 回転銃座：7.7 mm（.303 in）ルイス機銃×2
- 爆弾：120 kg（264 lb）